# Aktion Pfalzstorch

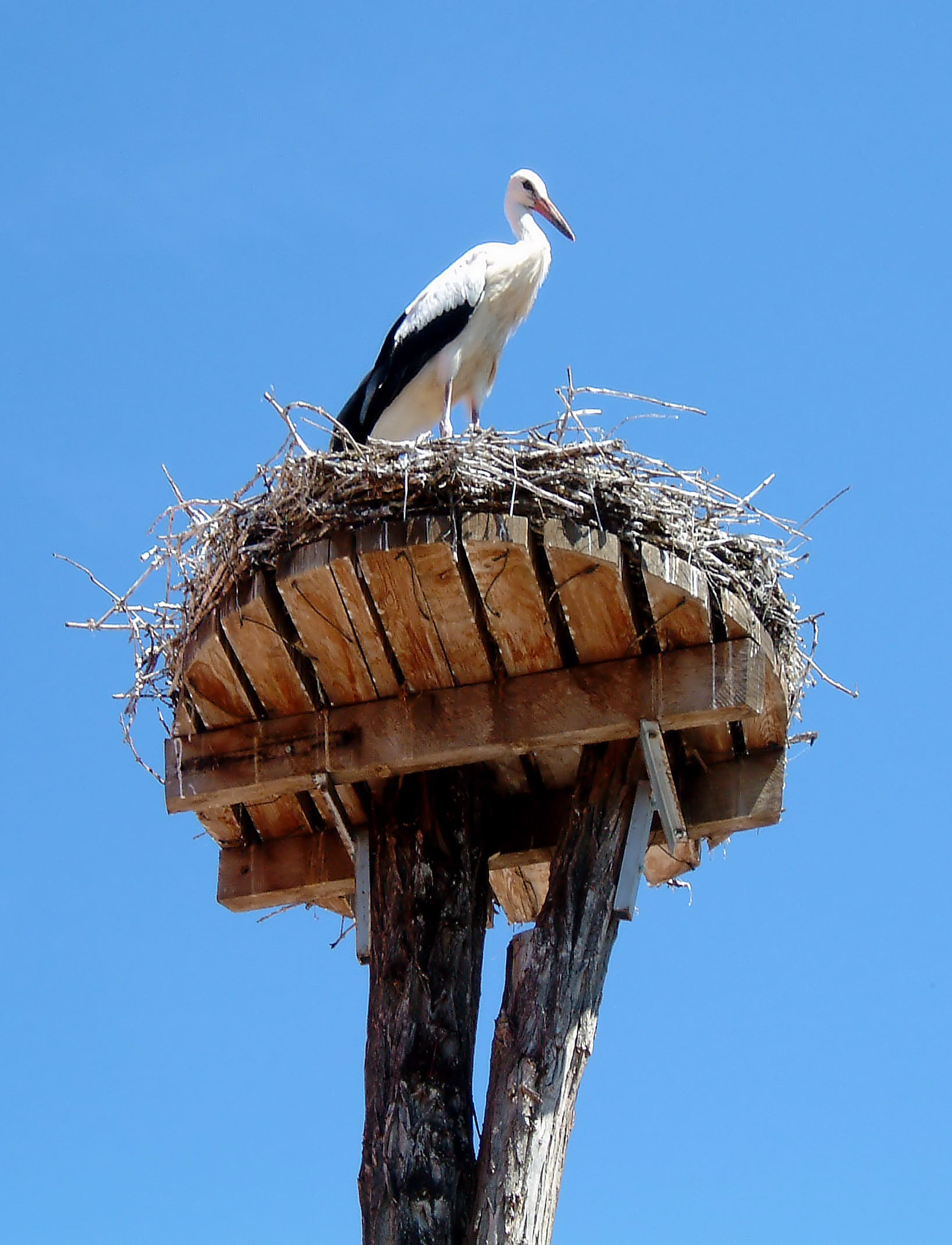
Junger Weißstorch im Nest am Storchenzentrum

Die Aktion PfalzStorch e. V. (so die Eigenschreibweise) mit Sitz in der südpfälzischen Weinbaugemeinde Bornheim (Rheinland-Pfalz) ist ein gemeinnütziger Verein, der 1998 gegründet wurde und sich – wie die Europäischen Storchendörfer – dem Schutz des Weißstorchs in der näheren und weiteren Umgebung verschrieben hat.
An ihrem Sitz betreibt die Aktion Pfalzstorch die Pflegestation Storchenscheune Bornheim und – gemeinsam mit der Ortsgemeinde – das erste rheinland-pfälzische Storchenzentrum, die Bildungseinrichtung Storchenzentrum Bornheim. Das Bornheimer Storchenfest im Sommer ist bereits eine feste Größe mit deutschlandweiter Ausstrahlung.

## Geographische Lage
Bornheim liegt nahe dem Ostrand des Pfälzerwalds in den hügeligen Ausläufern des Weinanbaugebietes der Pfalz. Westlich der Gemeinde breitet sich die Stadt Landau aus, östlich bestimmt die überwiegend als Grasland genutzte Niederung des Flüsschens Queich die nun flache Landschaft der Oberrheinischen Tiefebene.

## Geschichte
In der Rheinebene nisteten früher in jedem Dorf Störche, meist auf Türmen und Dachfirsten. Um diesen Zustand nach mehreren Jahrzehnten, in denen es keine Störche gab, wiederherzustellen, wurde 1998 die Aktion Pfalzstorch als Verein ins Leben gerufen. Gründungsvorsitzender war der damalige CDU-Landtagsabgeordnete Dieter Hörner (1941–2014). Eines der Gründungsmitglieder, der als „Umweltpfarrer“ apostrophierte Gerhard Postel (1941–2012), erhielt 2010 das Bundesverdienstkreuz I. Klasse. 2013, ein Jahr nach dem Tod des evangelischen Geistlichen, stiftete die Aktion Pfalzstorch den Gerhard-Postel-Naturschutzpreis, den sie seitdem jährlich verleiht.

## Aufgaben und Ziele
Der Verein, der mehr als 200 Mitglieder hat, darunter ca. 30 Gemeinden und lokale Naturschutzverbände, bemüht sich, die Gemeinsamkeiten von Naturschutz und Landschaftspflege herauszuarbeiten und alle Aspekte zu berücksichtigen, wenn es um die Wiederherstellung möglichst optimaler Umweltbedingungen für Störche geht.

### Storchenscheune

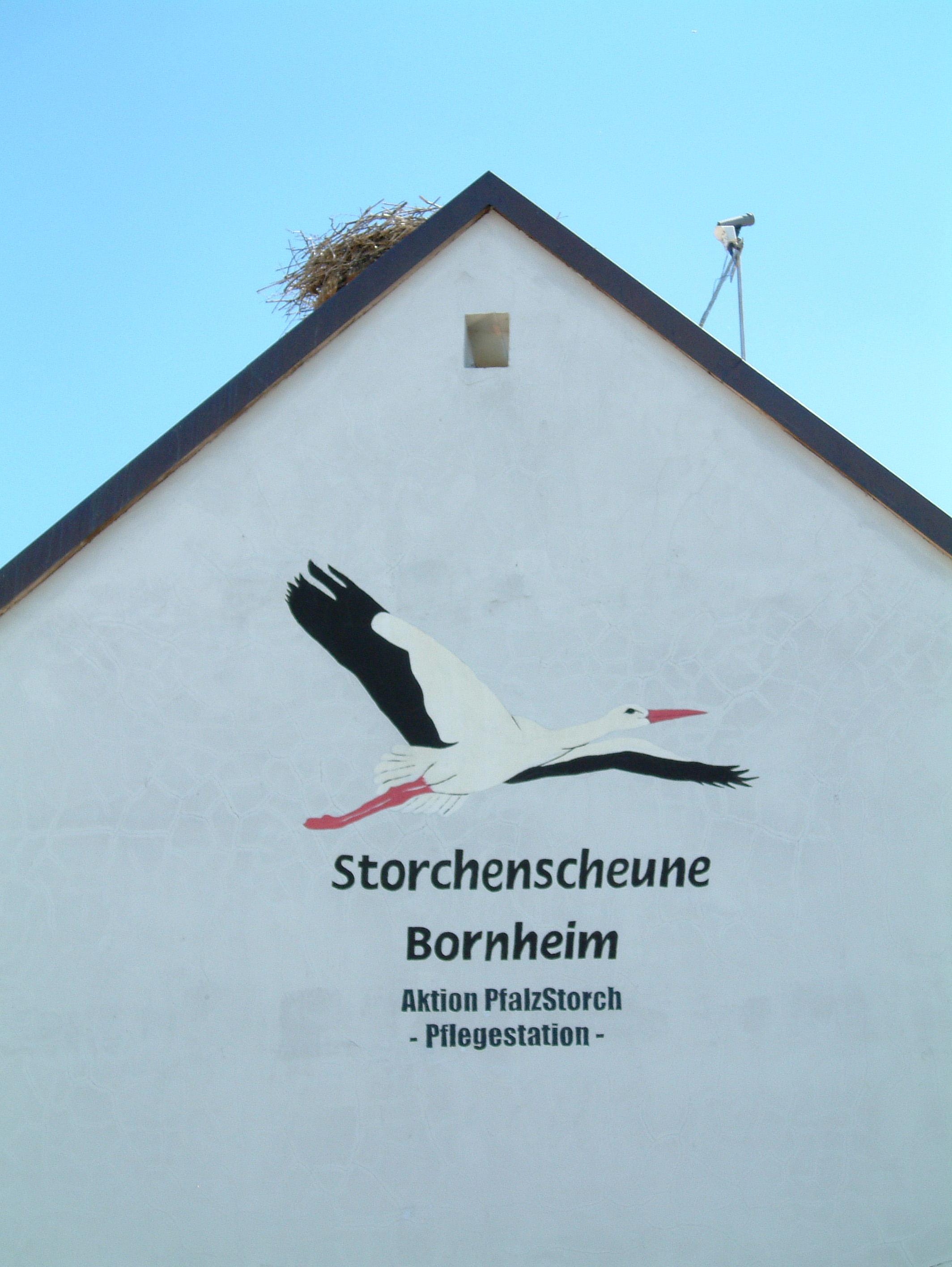
Storchenscheune mit Nest 1 und Webcam

1997, noch vor der offiziellen Vereinsgründung, eröffnete die Aktion Pfalzstorch in einem ehemaligen landwirtschaftlichen Anwesen die Pflegestation Storchenscheune Bornheim. Die zentrumsnah am südlichen Ortsrand gelegene Anlage verfügt neben dem festen Gebäude, in dem flug- oder zugunfähige Störche sicher leben und störungsfrei brüten können, über eine große Voliere. Auch Nestlinge, die ihre Eltern verloren haben, werden hier aufgezogen, bis sie sich im Herbst wegziehenden Störchen anschließen können.
Im Ortsbereich sind Livekameras auf die Nester wildlebender Störche gerichtet, die seit Jahren hier brüten. Das von der Website als Nest 1 bekannte Objekt befindet sich direkt auf dem Dachfirst der Storchenscheune. Der Standort der zweiten Kamera ist auf der evangelischen Kirche in Bornheim, die dritte steht auf der Voliere der Storchenscheune in Blickrichtung Sportplatz, und eine vierte ist auf der Zeiskamer Mühle in Zeiskam angebracht.

### Storchenzentrum

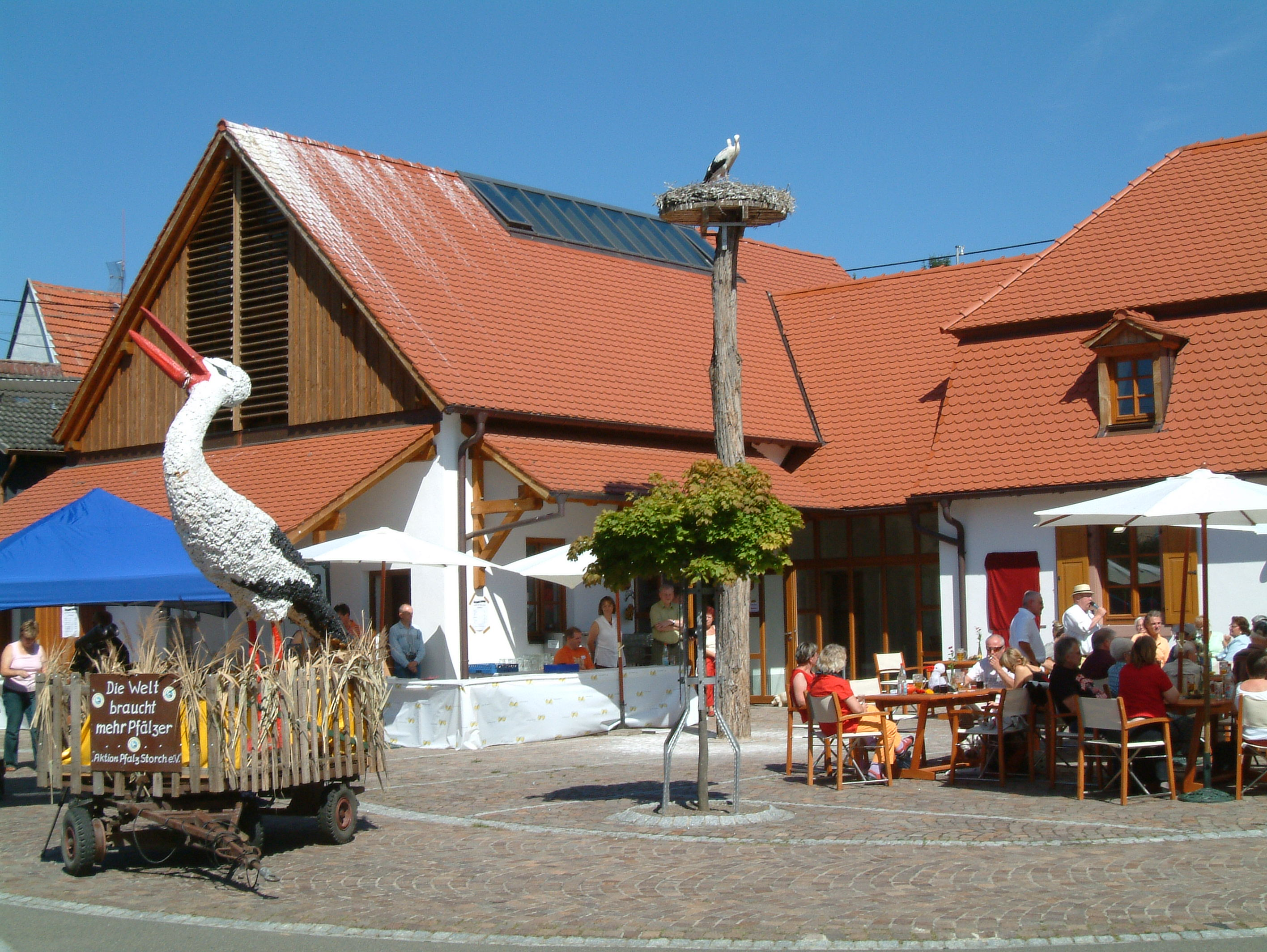
Storchenzentrum mit echtem Storch (Mitte oben) und Kunststorch (links vorne)

Das Storchenzentrum Bornheim ist eine Gemeinschaftseinrichtung der Gemeinde Bornheim und der Aktion Pfalzstorch. Der Verein will hier über den Weißstorch und seine schützenswerten regionalen Lebensräume informieren sowie das Artenschutzprojekt wissenschaftlich koordinieren und dokumentieren. Er nutzt hierfür ein historisches Anwesen aus dem Jahre 1742, das im Eigentum der Gemeinde steht und von dieser saniert und restauriert wurde. Das Gebäude wurde am 4. März 2006 eingeweiht, der Aufbau des Zentrums hat 2007 begonnen. Am Ende sollen drei Abteilungen stehen:
| 1. Dokumentation über die Wiederansiedlung des Weißstorchs in der Pfalz 2. Biologie des Weißstorchs 3. Anforderungen an ein Weißstorch-Biotop, z. B. Mahd und Wässerung von Wiesen |

### Tourismus

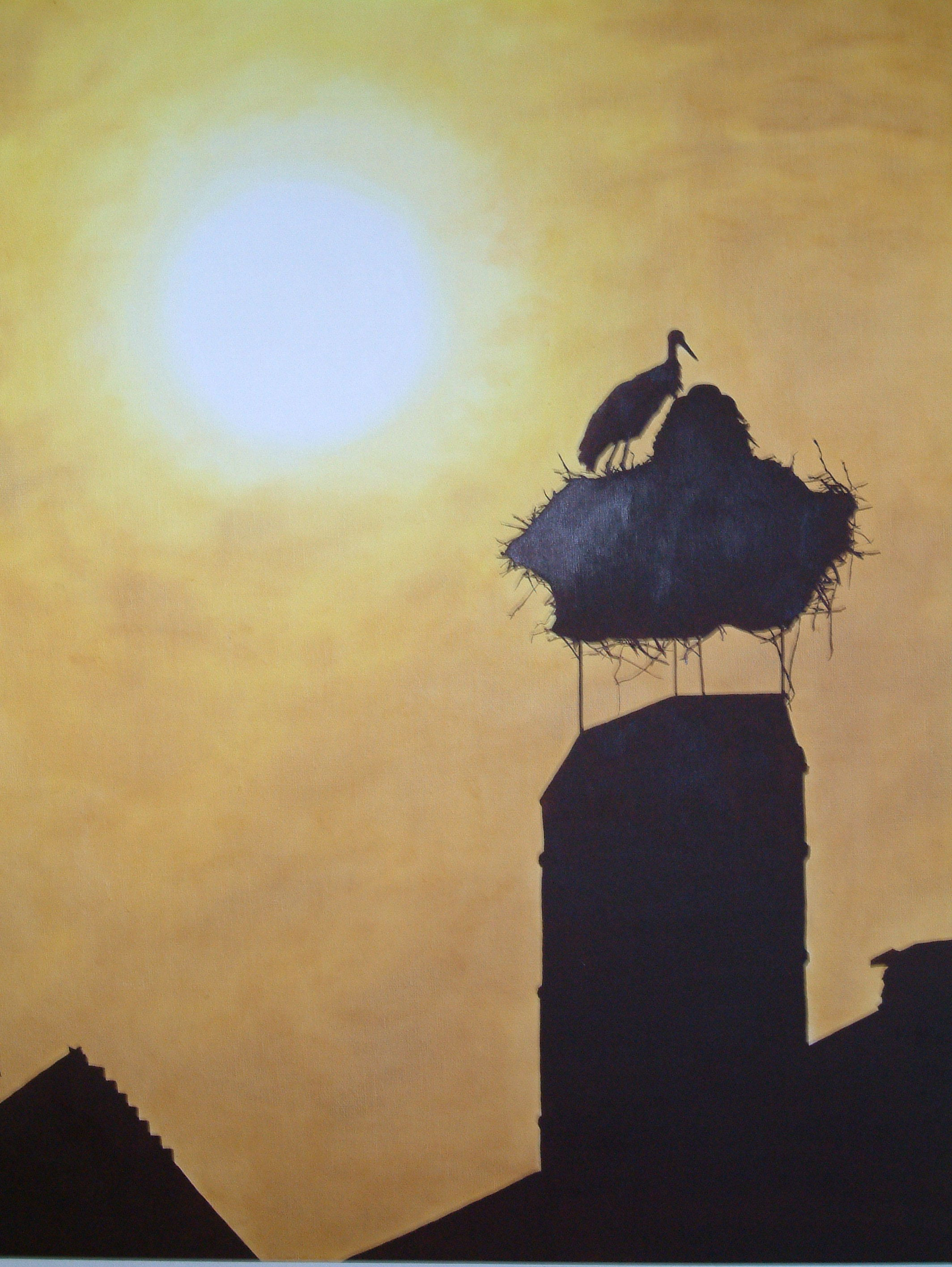
Storchengemälde aus der Ausstellung von Jacklyn Gratzfeld (2006)

Wenn die Jungstörche ihre ersten Ausflüge aus dem Nest unternehmen, wird seit 2004 alljährlich im Sommer das Bornheimer Storchenfest gefeiert. Dabei können u. a. Jungstorch-Patenschaften gegen entsprechende Spenden ersteigert werden. Das Fest hat sich bereits zur Touristenattraktion entwickelt, die Besucher aus ganz Deutschland anzieht. Mitunter erleben die Festgäste sogar aus kurzer Distanz die Landung eines gerade flügge gewordenen Storches auf ebener Erde mit. Traditionell finden im Zusammenhang mit dem Storchenfest Kunstausstellungen statt, z. B. 2006 im Dorfgemeinschaftshaus Bornheim mit Gemälden der in Deutschland lebenden US-amerikanischen Malerin Jacklyn Gratzfeld.
Die Verbandsgemeinde Offenbach an der Queich, zu der Bornheim gehört, hat zwei Storchenwanderwege ausgewiesen, die mit dem Fahrrad oder von zentralen Parkplätzen aus zu Fuß benutzt werden können.

## Erfolge

### Populationszunahme
Nachdem in der Südpfalz 1973 letztmals drei Jungstörche erbrütet worden waren, trug die Aktion Pfalzstorch in den ersten sechs Jahren ihres Bestehens maßgeblich dazu bei, dass der Bestand an Brutpaaren in Rheinland-Pfalz von 1998 bis 2004 wieder auf 35 angestiegen war. Der rheinland-pfälzische Schwerpunkt der Brutpopulation liegt in der Queichniederung zwischen Landau im Westen und einer Linie Bellheim–Zeiskam–Lustadt im Osten.
In den Folgejahren nahm die Population der Störche nicht nur in der Pfalz, sondern auch im gesamten Bundesland Rheinland-Pfalz kontinuierlich zu. 2019 wurden im Land 360 Brutpaare gezählt, in deren Nestern 677 (2018 sogar 727) Jungstörche beringt wurden.

### Wiesenbewässerung
Eine wesentliche Ursache für den überdurchschnittlichen Ansiedlungserfolg der Weißstörche in der Region ist die Wiederaufnahme der Wiesenbewässerung. Das Projekt Queich-Wässerwiesen zur Wiederbelebung dieser Jahrhunderte alten Kulturlandschaftsform resultiert aus der Kooperation von Gemeinden, Landwirten und Naturschutzverbänden und ist in diesem Umfang in Rheinland-Pfalz einzigartig. Mittlerweile ist auf etlichen hundert Hektar ein attraktives Nahrungshabitat für den Weißstorch entstanden. Auf der Grundlage historischer Wässerrechte gibt es gestaffelte Wässertermine auf verschiedenen Wiesenarealen.
Die Wiesenbewässerung im Frühjahr bewirkt einen Grundwasseranstieg, so dass u. a. verschiedene Regenwurmarten und die Larven der Wiesenschnake (Tipula paludosa) nach oben drängen. Damit steht den jagenden Altstörchen ein deutlich größeres Angebot für die Fütterung der Küken zur Verfügung, die in ihrer ersten Lebensphase feine, weiche Nahrung brauchen. Anfangs hauptsächlich zur eigenen Ernährung der Altvögel dienen Kleinsäuger wie Mäuse, die wegen des Wasseranstiegs ihre Gänge verlassen.
Die Wässerungstermine im Sommer haben zur Folge, dass beeindruckende Storchenscharen aus größerem Umkreis angezogen werden, darunter auch die schon flügge gewordenen Jungstörche. In dieser Jahreszeit werden durch die Feuchtigkeit auch Heuschrecken und andere Insekten aus der unteren Grasschicht nach oben getrieben und können von den Störchen wesentlich effektiver erbeutet werden.

### Webcam-Zugriffe

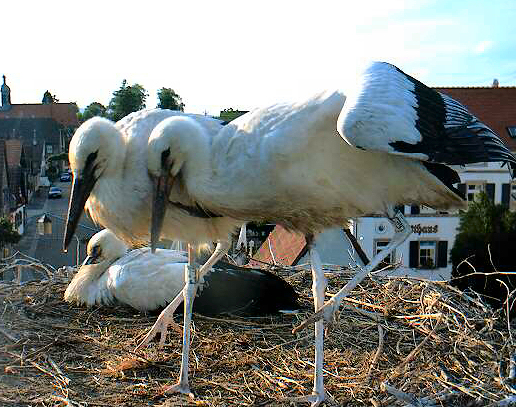
„Paso doble“ vor Nestkamera 1: Jungstörche auf der Storchenscheune

Auf die im Bereich von Bornheim installierten Live-Nestkameras finden alljährlich weit über eine Million Internetzugriffe statt. Die Aktion Pfalzstorch verspricht sich davon die Weckung und Förderung von Umweltbewusstsein.